# Philydraceae
Die Philydraceae sind eine Familie in der Ordnung der Commelinaartigen (Commelinales) innerhalb der Bedecktsamigen Pflanzen (Magnoliopsida). Diese kleine Familie enthält drei bis vier Gattungen mit nur fünf bis sechs Arten.

## Beschreibung

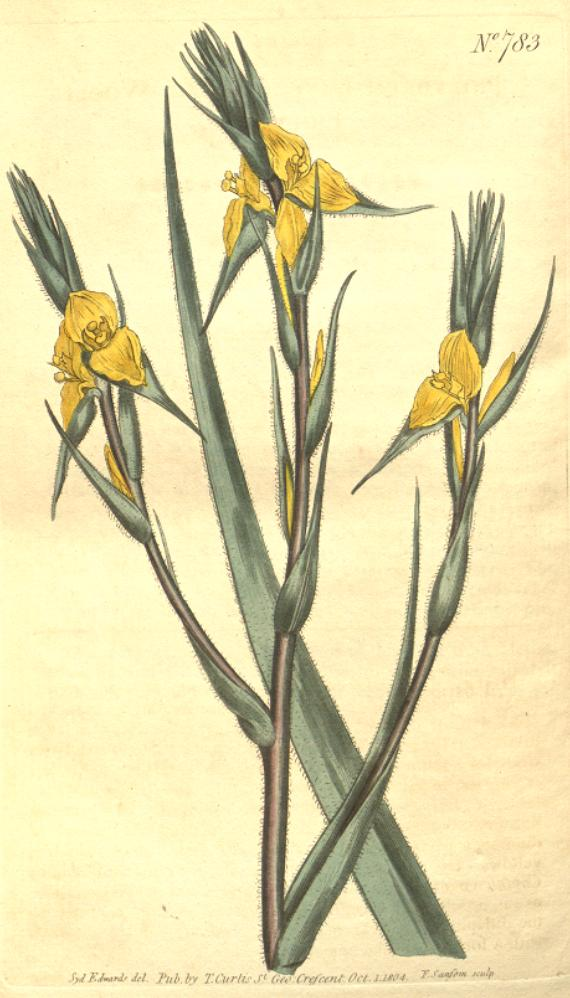
Illustration von Philydrum lanuginosum

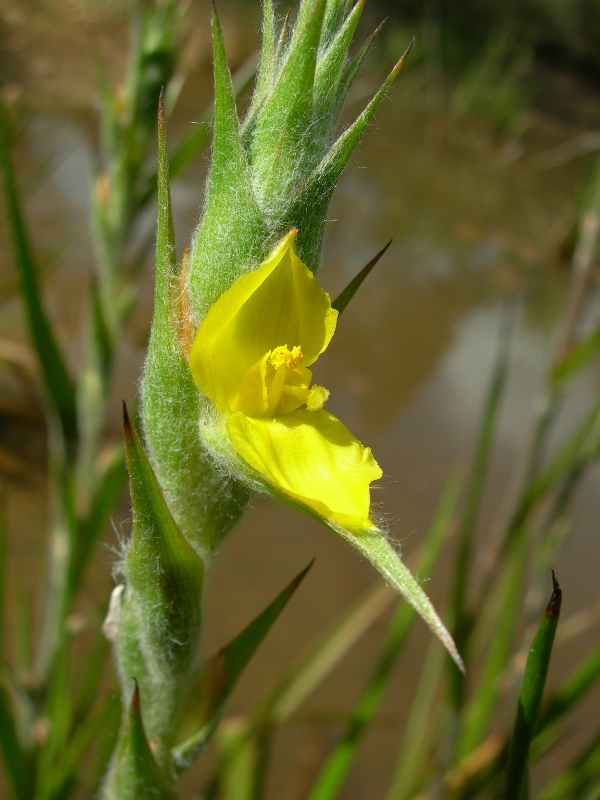
Ausschnitt eines Blütenstandes mit Blüte im Detail von Philydrum lanuginosum

### Erscheinungsbild und Laubblätter
Die Arten der Philydraceae sind ausdauernde krautige Pflanzen. Sie bilden meistens unterirdische Speicherorgane: Knollen oder kurze Rhizome. Oft findet man sie in sumpfigen Gebieten.
Die Laubblätter sind meistens direkt über dem Boden, also grundständig, rosettenartig oder wechselständig zweireihig bis spiralig am Stängel angeordnet. Die einfache Blattspreite ist parallelnervig, meist iso-bifazial bis ensiform und ganzrandige. Manche Taxa haben xeromorphe Blätter. Die Stomata sind paracytisch.

### Blütenstände und Blüten
Die ungestielten Blüten werden meistens in einfachen oder verzweigten, wollig behaarten, ährigen Blütenständen gebildet. Die Hochblätter sind relativ auffällig.
Die zwittrigen Blüten sind dreizählig und stark zygomorph. Einige Arten duften stark. Es gibt pro Blüte zwei Kreise mit je drei Blütenhüllblättern, die sehr unterschiedlich gestaltet sind, wobei die äußeren wesentlich größer sind als die inneren, einige sind untereinander verwachsen; sie sind weiß oder gelb. Pro Blüte gibt es nur ein Staubblatt. Drei Fruchtblätter sind zu einem oberständigen Fruchtknoten verwachsen mit je 15 bis 50 Samenanlage je Fruchtknotenkammer. Der Griffel endet in einer großen, kopfigen oder dreilappigen Narbe.

### Früchte und Samen
Es werden dreiklappige Kapselfrüchte mit vielen Samen gebildet. Die Samen enthalten reichlich stärkehaltiges Endosperm.

### Inhaltsstoffe und Chromosomensätze
An Inhaltsstoffen sind Proanthocyanidine: Cyanidin und Delphinidin zu nennen. Es werden Calciumoxalat-Kristalle als Raphide eingelagert.
Die Chromosomensätze betragen n = 8, 16, 17.

## Systematik und Verbreitung
Taxa dieser Familie gedeihen von den Tropen bis in die Subtropen von Südostasien über den Malaiischen Archipel bis Japan und Australien. Das Hauptverbreitungsgebiet ist Australien. Sie gedeihen meist in Sümpfen oder entlang von Gewässern, immer an Standorten mit ständig feuchten Böden.
Die Erstveröffentlichung des Familiennamens Philydraceae erfolgte 1821 durch Heinrich Friedrich Link in Enumeratio Plantarum Horti Regii Berolinensis Altera, 1, S. 5. Die Typusgattung ist Philydrum Banks ex Gaertn.
Die Philydraceae sind innerhalb der Ordnung der Commelinales am nächsten mit den Haemodoraceae und Pontederiaceae verwandt.
Die Familie der Philydraceae enthält drei bis vier Gattungen mit insgesamt fünf bis sechs Arten:
- Helmholtzia F.Muell. (Syn.: Orthothylax (Hook. f.) Skottsb., Philydrum sect. Helmholtzia (F.Muell.) Baill.): Die drei Arten sind in den australischen Bundesstaaten New South Wales und Queensland und von Maluku bis Neuguinea verbreitet:[4]
  - Helmholtzia acorifolia F.Muell.: Sie kommt nur im nordöstlichen Queensland vor.
  - Helmholtzia glaberrima (Hook. f.) Caruel (Syn.: Orthothylax glaberrimus (Hook. f.) Skottsb., Philydrum glaberrimum Hook. f.): Sie kommt nur am Mt. Warning im östlichen Australien in New South Wales und Queensland vor.
  - Helmholtzia novoguineensis (K.Krause) Skottsb.: Sie kommt von Maluku bis Neuguinea vor.
- Philydrella Caruel (Syn.: Hetaeria Endl., Philydrum sect. Pritzelia Baill., Pritzelia F.Muell. nom. illeg.): Sie enthält nur zwei Arten im südwestlichen Australien:
  - Philydrella drummondii L.G.Adams: Sie kommt nur im australischen Bundesstaat Western Australia vor.[4]
  - Philydrella pygmaea (R.Br.) Caruel (Syn.: Hetaeria pygmaea (R.Br.) Endl. ex Kunth, Hetaeria pygmaea Endl., nom. illeg., Philydrum pygmaeum R.Br., Pritzelia pygmaea (R.Br.) F.Muell. ex Benth. nom. illeg.): Sie kommt mit zwei Unterarten im australischen Bundesstaat Western Australia vor:[4]
    - Philydrella pygmaea subsp. minima L.G.Adams[4]
    - Philydrella pygmaea (R.Br.) Caruel subsp. pygmaea[4]
- Philydrum Banks ex Gaertn.: Sie enthält nur eine Art:
  - Philydrum lanuginosum Gaertn.: Sie ist von Indien, über Myanmar, Thailand, China und Vietnam bis Japan und von Malaysia über Papua-Neuguinea bis zum nördlichen Australien (Western Australia, Northern Territory, Queensland, New South Wales, Victoria[4]) weitverbreitet.

## Weitere Bilder
Helmholtzia glaberrima:

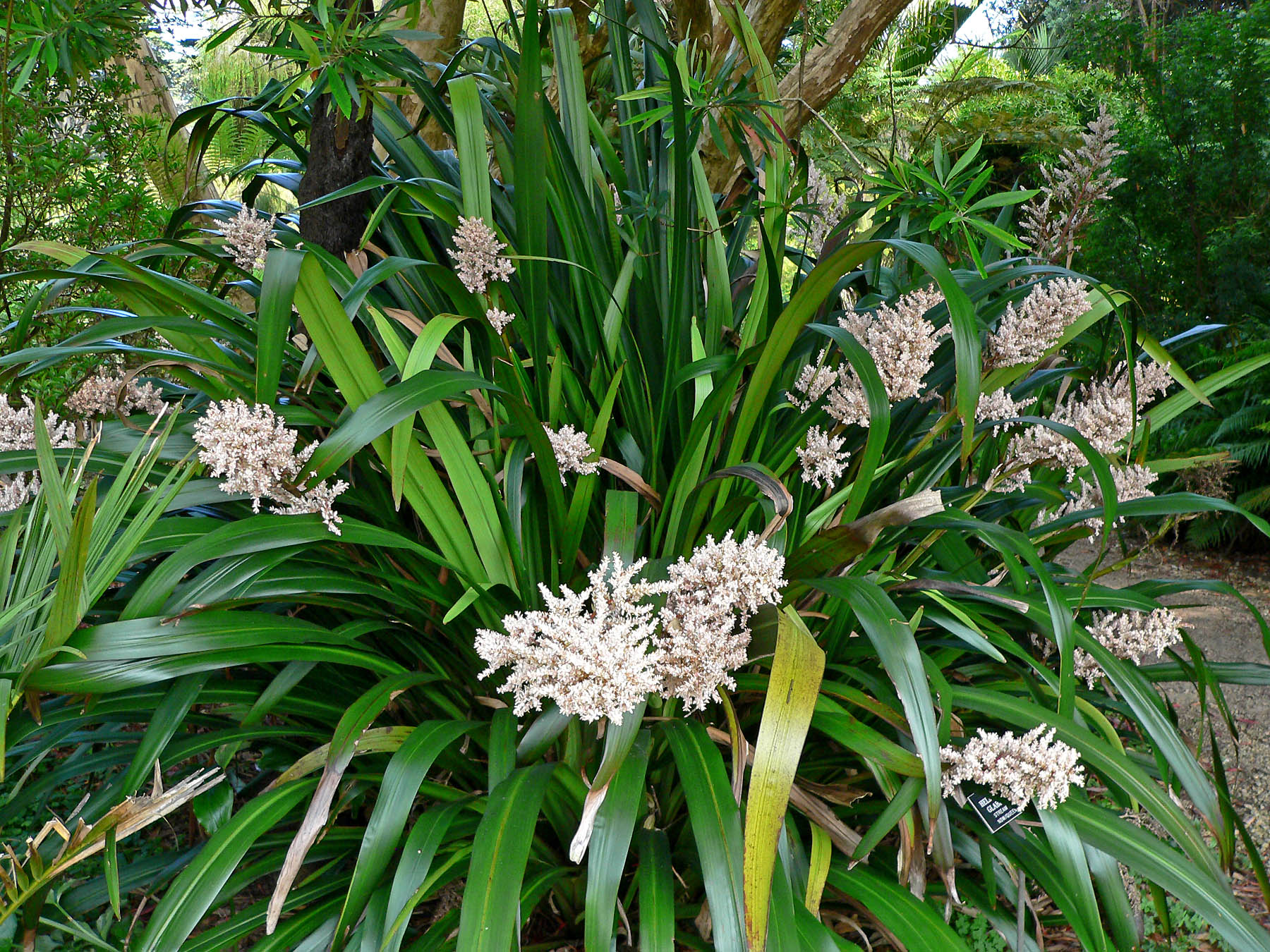
Habitus mit Laubblättern und Blütenständen
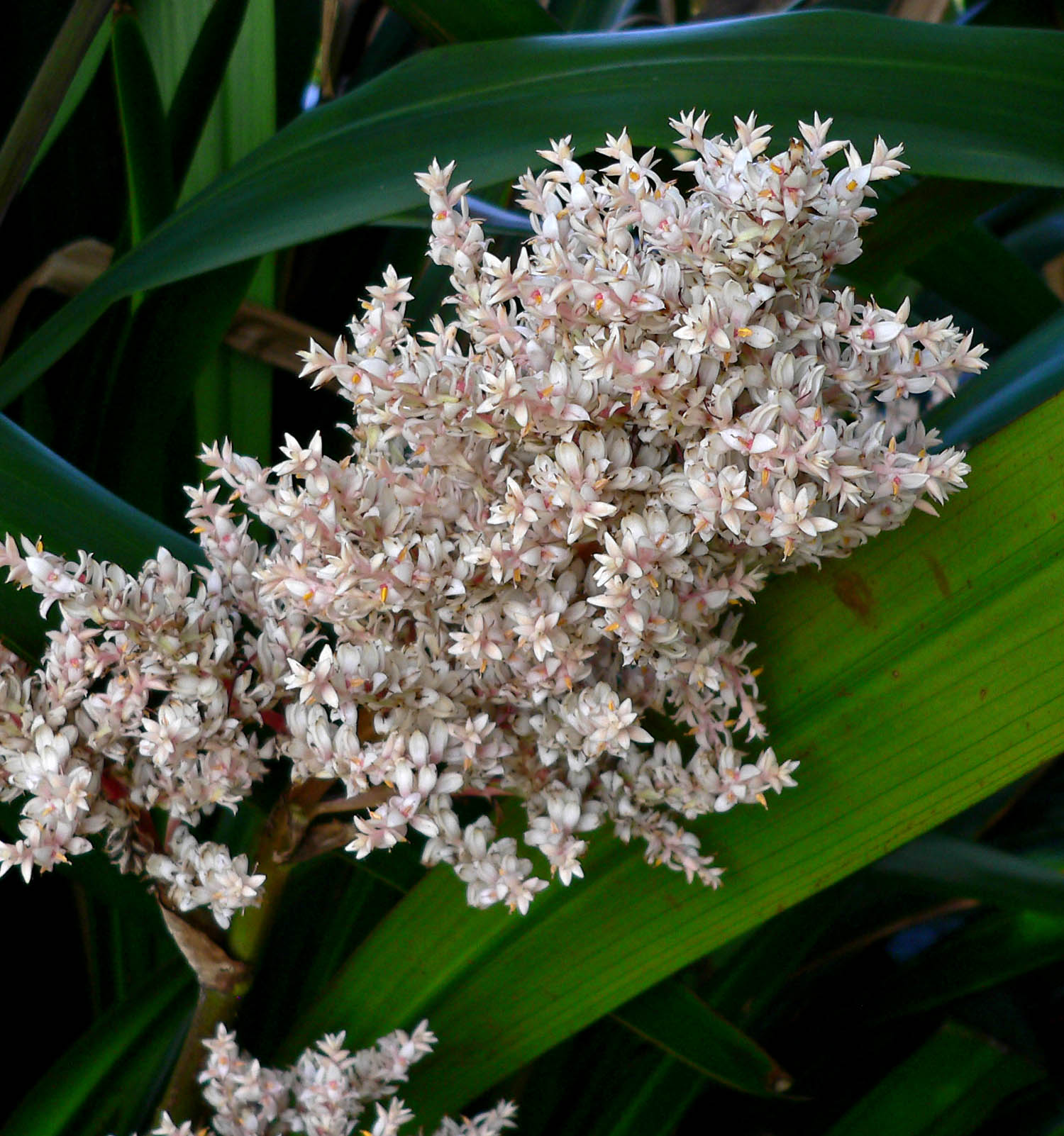
Blütenstand
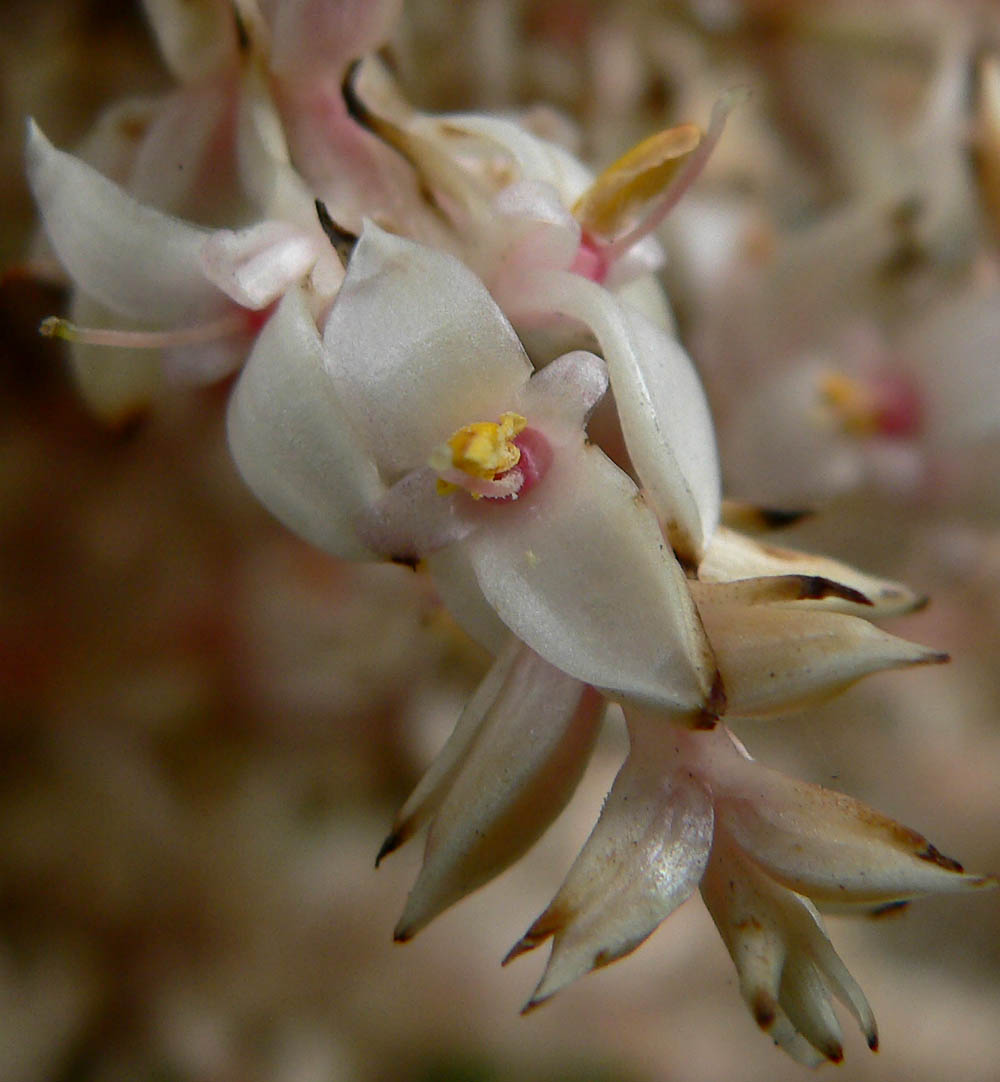
Zygomorphe Blüten